# RossoNoemi
| Recensione | Giudizio |
| ---------- | -------- |
| Il Tempo   |          |
| Rockol     | 6/10     |

RossoNoemi è il secondo album in studio della cantante italiana Noemi, pubblicato il 22 marzo 2011 dalla Sony Music.

## Descrizione
RossoNoemi, disponibile in pre-ordinazione dall'11 marzo, è stato pubblicato il 22 marzo 2011 per l'etichetta discografica Sony Music; è un album costituito da nove tracce inedite più una bonus track su iTunes. L'album debutta alla sesta posizione della classifica FIMI. Nella classifica di fine anno 2011 occupa la 67ª posizione. L'album risulta il 38º più venduto nel primo semestre del 2012.
L'album è stato registrato nei primi mesi del 2011 a Berkeley, in California, presso il Fantasy Records. La produzione dell'album è di Corrado Rustici, l'unico brano a non essere stato prodotto da lui è Vuoto a perdere: singolo apripista, scritto da Vasco Rossi e Gaetano Curreri, uscito il 28 gennaio 2011, prodotto da Celso Valli.
Noemi ha partecipato alla produzione artistica e creativa dell'intero album, suoi sono vari testi e musiche dell'album, altri autori che hanno collaborato sono: Pacifico, Kaballà, Federico Zampaglione e Diego Mancino. L'album vendendo oltre 60 000 copie viene certificato disco di platino.
Il brano Fortunatamente è dedicato da Noemi alla sorella Arianna.

## La copertina
La copertina di RossoNoemi è stata ideata dalla stessa cantante. Una raffigurazione in primo piano di Noemi con una capigliatura molto particolare: tra la chioma rossa della cantante infatti si trovano nascosti i titoli delle nove canzoni che compongono l'album e una serie di oggetti che rappresentano il mondo di Noemi e il suo percorso artistico, praticamente i capelli sembrano dei prolungamenti dei pensieri della cantante.
Per la 2012 Edition cambiano il colore di fondo da bianco a nero e l'immagine della cantante, che ora indossa una collana; inoltre si aggiungono altre immagini tra i capelli della cantante, a rappresentare l'evoluzione del suo percorso artistico.

## Tracce
1. Up! – 4:07 (testo: Noemi e Kaballà – musica: Lele Fontana, Noemi e Corrado Rustici)
2. Fortunatamente – 4:10 (Noemi e Luca Chiaravalli)
3. Vuoto a perdere – 4:03 (testo: Vasco Rossi – musica: Gaetano Curreri)
4. Sospesa – 4:27 (Noemi)
5. Dipendenza fisica – 3:50 (testo: Kaballà – musica: Corrado Rustici)
6. Odio tutti i cantanti – 4:35 (Diego Mancino e Matteo Buzzanca)
7. Poi inventi il modo – 3:28 (Federico Zampaglione)
8. Musa – 4:15 (testo: Diego Mancino e Noemi – musica: Diego Mancino)
9. Le luci dell'alba – 4:05 (testo: Noemi e Pacifico – musica: Lele Fontana)
10. Altrove (live) – 4:34 (Morgan) – Bonus track solo per chi scarica l'album da iTunes

Durata totale: 41:34

### Singoli estratti
Download digitale
1. Vuoto a perdere – 4:03 (testo: Vasco Rossi – musica: Gaetano Curreri)
2. Odio tutti i cantanti – 4:35 (Diego Mancino e Matteo Buzzanca)
3. Poi inventi il modo – 3:28 (Federico Zampaglione)

## RossoNoemi - 2012 Edition
RossoNoemi - 2012 Edition è la riedizione sanremese dell'album RossoNoemi. Viene pubblicata il 15 febbraio 2012 e contiene in più il brano scritto da Fabrizio Moro Sono solo parole e l'inedito In un giorno qualunque. L'album nel periodo sanremese viene messo in vendita anche in allegato con la rivista settimanale TV Sorrisi e Canzoni.

### Tracce
1. Sono solo parole – 3:37 (Fabrizio Moro)
2. In un giorno qualunque – 3:45 (Marco Ciappelli e Alessandra Flora)
3. Up! – 4:07 (testo: Noemi e Kaballà – musica: Lele Fontana, Noemi e Corrado Rustici)
4. Fortunatamente – 4:10 (Noemi e Luca Chiaravalli)
5. Vuoto a perdere – 4:03 (testo: Vasco Rossi – musica: Gaetano Curreri)
6. Sospesa – 4:27 (Noemi)
7. Dipendenza fisica – 3:50 (testo: Kaballà – musica: Corrado Rustici)
8. Odio tutti i cantanti – 4:35 (Diego Mancino e Matteo Buzzanca)
9. Poi inventi il modo – 3:28 (Federico Zampaglione)
10. Musa – 4:15 (testo: Diego Mancino e Noemi – musica: Diego Mancino)
11. Le luci dell'alba – 4:05 (testo: Noemi e Pacifico – musica: Lele Fontana)

Durata totale: 44:22

## Successo commerciale
L'album viene certificato disco di platino con oltre 60 000 copie vendute. RossoNoemi raggiunge la sesta posizione della classifica FIMI e rimane in top 20 per un mese e mezzo. Dopo mezzo anno di permanenza continua in classifica, inizierà a fare presenze sporadiche, per arrivare poi a quasi un anno di distanza quando è stata pubblicata la riedizione sanremese. RossoNoemi - 2012 Edition raggiunge come massima posizione la dodicesima. Staziona tra la top 20 e la top 30 fino a fine marzo 2012. Rientra in top 20, alla 17ª posizione, la prima settimana di aprile, rimane in posizioni alte della top 20 e della top 30, arriva verso la metà di giugno occupando la top 40. Seguono settimane tra alti e bassi, vedendo l'uscita dalla top 50. Nelle settimane successive l'album recupera anche quasi 30 posizioni, tornando nei primi giorni di luglio nella top 50, arrivando ai primi di agosto occupando sempre la top 50, precisamente alla 41ª posizione. Scende pian piano in classifica raggiungendo come posizione più bassa la 79ª. Risale poi di alcune posizioni la classifica, fino ad occupare la 69ª posizione. Dopo otto mesi, alla 32ª settimana di permanenza in classifica lascia il posto a RossoLive. L'album rientra in classifica nel febbraio 2013.
Risulta essere il 67º album più venduto nel 2011 e 38º più acquistato nel primo semestre del 2012. Nell'intero anno del 2012 risulta essere il 45º album più venduto.

## Staff
L'album vede Corrado Rustici sia come produttore che come arrangiatore. RossoNoemi è stato registrato da Chris Manning a Berkeley, in California presso il Fantasy Records, lo stesso Manning ha mixato l'album, sempre in California, a San Rafael, presso il Salamander Sound Studio. L'album è stato masterizzato da Brian Gardner a Los Angeles presso il Bernie Grundman Mastering. L'unico brano ad avere personale totalmente diverso anche per produzione e arrangiamenti è il singolo apripista Vuoto a perdere.

### Up!
- Noemi: voce
- Corrado Rustici: chitarra, tastiera, beats, trattamenti
- Roger Joseph Manning junior: rhodes, hammond
- Kaveh Rastegar: basso
- Michael Urbano: batteria
- Wayne Wallace, Louis Fasman, Mary Fetting: fiati (arrangiati da Corrado Rustici)

### Fortunatamente
- Noemi: voce
- Corrado Rustici: chitarra, tastiera, beats, trattamenti
- Roger Joseph Manning junior: pianoforte, hammond, mellotron
- Kaveh Rastegar: basso
- Michael Urbano: batteria

### Vuoto a perdere
- Noemi: voce
- Celso Valli: tastiera, pianoforte
- Massimo Varini: chitarra acustica, chitarra elettrica
- Cesare Chiodo: basso
- Paolo Valli: batteria
- Samuele Dessì: programmazione

### Sospesa
- Noemi: voce
- Corrado Rustici: chitarra, tastiera, beats, trattamenti
- Roger Joseph Manning junior: pianoforte, hammond
- Kaveh Rastegar: basso
- Michael Urbano: batteria

### Dipendenza fisica
- Noemi: voce
- Corrado Rustici: chitarra, tastiera, beats, trattamenti
- Roger Joseph Manning junior: rhodes, hammond
- Polo Jones: basso
- Jim Bogios (dei Counting Crows): batteria

### Odio tutti i cantanti
- Noemi: voce
- Corrado Rustici: chitarra, tastiera, beats, trattamenti
- Roger Joseph Manning junior: rhodes, hammond
- Kaveh Rastegar: basso
- Michael Urbano: batteria

### Poi inventi il modo
- Noemi: voce
- Corrado Rustici: chitarra, tastiera, beats, trattamenti
- Roger Joseph Manning junior: pianoforte, hammond
- Polo Jones: basso
- Jim Bogios: batteria

### Musa
- Noemi: voce
- Corrado Rustici: chitarra, tastiera, beats, trattamenti
- Roger Joseph Manning junior: mellotron
- Polo Jones: basso
- Jim Bogios: batteria

### Le luci dell'alba
- Noemi: voce
- Corrado Rustici: chitarra, tastiera, beats, trattamenti
- Roger Joseph Manning junior: rhodes, hammond
- Polo Jones: basso
- Jim Bogios: batteria

## RossoNoemitour
Il RossoNoemi tour è diviso in due parti: la prima che si svolge da giugno 2011 fino a gennaio 2012 e la seconda che ha avuto inizio a marzo 2012.

### RossoNoemi tour(prima parte)
Durante l'estate 2011 Noemi è stata impegnata con il RossoNoemi tour, la cui prima tappa si è svolta il 4 giugno 2011 al Palasport di Longarone (BL). Prima dell'inizio del tour Noemi è stata impegnata con l'inaugurazione del 26º Torino GLBT Film Festival - Da Sodoma a Hollywood e con la partecipazione al concerto per la beatificazione di Papa Giovanni Paolo II.
Durante il tour la cantante è impegnata anche come supporter di Vasco Rossi durante alcune tappe del Vasco Live Kom '011; sale sul palco nella stessa serata di Vasco Rossi anche al Heineken Jammin' Festival 2011; prende parte inoltre anche a L'essenziale tour dei Tiromancino, al MTV Days 2011 ed alla 717ª edizione della Perdonanza Celestiniana a L'Aquila. A settembre partecipa, inoltre, ad un concerto, a Bologna, Unicef per il Corno d'Africa; il concerto è stato trasmesso su HSE24, Rai.tv e Rai 5.
Successivamente è stata madrina in alcune partite di calcio della Nazionale italiana cantanti e della ItalianAttori e ha preso parte ad alcune tappe del Diamanti e caramelle tour degli Stadio. Nel novembre 2011 collabora inoltre con SanremoLab ai corsi di perfezionamento dell'Area Sanremo, dove ricopre un ruolo di ospite/insegnante insieme a Gaetano Curreri e Fabio Concato. Contraria alla pena di morte, il 30 novembre 2011 aderisce per la prima volta a Cities for Life al Colosseo di Roma. Successivamente prende parte al Canto di Natale e a L'anno che verrà 2011. La tournée termina il 1º gennaio 2012 a Napoli con uno spettacolo per Capodanno a Piazza del Plebiscito. Il tour ha fatto registrare in quasi tutte le tappe il tutto esaurito.

#### Band
Durante questo tour Noemi ha suonato sia il pianoforte che la chitarra. La band era composta da:
- Lele Fontana (tastiere e hammond)
- Gabriele Greco (basso e contrabbasso)
- Giacomo Castellano (chitarra)
- Bernardo Baglioni (chitarra)
- Marcello Surace (batteria e cajón)
- Claudia Biccari e Mirko Tagliaferri (coristi)

#### Scaletta
1. Up!
2. Fortunatamente
3. Vuoto a perdere
4. Sospesa
5. Dipendenza fisica
6. Odio tutti i cantanti
7. Poi inventi il modo
8. Musa
9. Le luci dell'alba
10. Per tutta la vita
11. Briciole
12. Vertigini
13. All'infinito
14. I sentimenti
15. Sulla mia pelle
16. Altrove (cover di Morgan)
17. La cura (cover di Franco Battiato)
18. Quello che (cover dei 99 Posse)
19. Could you be loved (cover di Bob Marley)
20. Tainted Love (cover dei Soft Cell)
21. E non finisce mica il cielo (cover di Mia Martini)
22. I heard it through the grapevine (cover di Marvin Gaye, interpretata anche dai Creedence Clearwater Revival)
23. Amandoti (cover dei CCCP, interpretata anche da Gianna Nannini)
24. Kiss (cover di Prince)

#### Date e tappe
| RossoNoemi tour (prima parte)* | RossoNoemi tour (prima parte)* | RossoNoemi tour (prima parte)* | RossoNoemi tour (prima parte)*                                                      |
| Anno                           | Mese                           | Giorno                         | Tappa                                                                               |
| ------------------------------ | ------------------------------ | ------------------------------ | ----------------------------------------------------------------------------------- |
| 2011                           | giugno                         | 4                              | Longarone (BL) - Palasport                                                          |
| 2011                           | giugno                         | 11                             | Mestre (VE) - Heineken Jammin' Festival 2011 (Parco San Giuliano)                   |
| 2011                           | giugno                         | 12                             | Bacoli (NA) - Nabilah                                                               |
| 2011                           | giugno                         | 14                             | Firenze - Notte bianca in Piazza della Repubblica                                   |
| 2011                           | giugno                         | 16                             | Milano - Stadio San Siro (supporter per Vasco Rossi durante il Vasco Live Kom '011) |
| 2011                           | giugno                         | 17                             | Milano - Stadio San Siro (supporter per Vasco Rossi durante il Vasco Live Kom '011) |
| 2011                           | giugno                         | 25                             | Borgo San Lorenzo (FI) - Music Valley Festival                                      |
| 2011                           | giugno                         | 30                             | Torino - MTV Days 2011 (Piazza Castello)                                            |
| 2011                           | luglio                         | 1                              | Rimini - Notte rosa a Piazzale Fellini                                              |
| 2011                           | luglio                         | 2                              | Roma - Stadio Olimpico (supporter per Vasco Rossi durante il Vasco Live Kom '011)   |
| 2011                           | luglio                         | 7                              | Parma - Cortile della Pilotta                                                       |
| 2011                           | luglio                         | 8                              | Tortona (AL) - Arena Derthona                                                       |
| 2011                           | luglio                         | 10                             | Otranto (LE) - Concerto all'interno del Sete di Radio Tour                          |
| 2011                           | luglio                         | 22                             | Roma - Castel Romano Designer Outlet                                                |
| 2011                           | luglio                         | 27                             | Villasimius (CA) - Tanka Village                                                    |
| 2011                           | luglio                         | 28                             | Marcianise (CE) - Summer Nights Festival al Centro McArthurGlen                     |
| 2011                           | luglio                         | 30                             | Livorno - Notte bianca                                                              |
| 2011                           | agosto                         | 2                              | Milano - Mixtè Festival @ Carroponte                                                |
| 2011                           | agosto                         | 6                              | Termini Imerese (PA) - Piazza Duomo                                                 |
| 2011                           | agosto                         | 7                              | Rizziconi (RC) - Notte bianca al Porto degli Ulivi                                  |
| 2011                           | agosto                         | 13                             | Roccaraso (AQ) - Piazza della gioventù                                              |
| 2011                           | agosto                         | 14                             | Ariano Irpino (AV) - Piazza Plebiscito                                              |
| 2011                           | agosto                         | 18                             | Francavilla di Sicilia (ME) - Piazza D'Aquino                                       |
| 2011                           | agosto                         | 19                             | Cesarò (ME) - Villa Aldo Moro                                                       |
| 2011                           | agosto                         | 20                             | Roselle (GR) - Parco di Pietra                                                      |
| 2011                           | agosto                         | 29                             | L'Aquila - 717ª edizione della Perdonanza Celestiniana al Parco del Sole            |
| 2011                           | settembre                      | 4                              | Aosta - Festa della Valle d'Aosta al Teatro romano                                  |
| 2011                           | settembre                      | 9                              | Bologna - Arena Parco Nord (concerto Unicef per il Corno d'Africa)                  |
| 2011                           | settembre                      | 24                             | Rutigliano (BA) - Sagra dell'uva in Piazza XXII Settembre                           |
| 2011                           | ottobre                        | 6                              | Firenze - Festa per l'inaugurazione di uno showroom Audi                            |
| 2011                           | ottobre                        | 12                             | Roma - Radio Uno live                                                               |
| 2011                           | ottobre                        | 13                             | Milano - Festa per il XX anniversario della casa di moda Cristina Effe              |
| 2011                           | novembre                       | 17                             | Roma - N'Importe Quoi                                                               |
| 2011                           | dicembre                       | 15                             | Roma - Auditorium Parco della Musica (Sala Petrassi)                                |
| 2011                           | dicembre                       | 31                             | Cercola (NA) - Relais Villa Buonanno - spettacolo per Capodanno                     |
| 2012                           | gennaio                        | 1                              | Napoli - Piazza del Plebiscito - spettacolo per Capodanno                           |

* Sono escluse dall'elencazione, in quanto non facenti parte propriamente del RossoNoemi tour, le date di:
- Nel nome del cuore, concerto di beneficenza su Rai 1 dalla Basilica di San Francesco a favore delle popolazioni del Burundi e dello Sri Lanka[76]
- Radio Italia tour
- Radio Bruno estate tour
- Festivalshow
- L'essenziale tour dei Tiromancino
- Radionorba Battiti Live
- ospitate radio live tour
- concerti di beneficenza
- Diamanti e caramelle tour degli Stadio[39]
- Canto di Natale
- L'anno che verrà 2011

### RossoNoemi tour(seconda parte)
Dopo la partecipazione di Noemi al Festival di Sanremo 2012, nel mese di marzo parte la seconda parte del RossoNoemi tour che termina a settembre. Il tour inizia il 22 marzo 2012 a Crema presso il Teatro San Domenico e termina il 27 settembre 2012 a Marcianise (CE) presso il centro commerciale Campania. In alcune tappe ci sono stati alcuni ospiti quali Fiorella Mannoia e Gaetano Curreri. Oltre che con la seconda parte del RossoNoemi tour, Noemi è impegnata anche con alcune tappe per Sud tour di Fiorella Mannoia,con il Concerto del Primo Maggio (edizione 2012) trasmesso su Rai 3, con Musicultura e con l'edizione 2012 di Donne in cANTo. Il tour ha fatto registrare in quasi tutte le tappe il tutto esaurito.

#### Band
Durante questo tour Noemi ha suonato sia il pianoforte che la chitarra. La band era composta da:
- Lele Fontana (tastiere e hammond)
- Gabriele Greco (basso e contrabbasso)
- Giacomo Castellano (chitarra)
- Bernardo Baglioni (chitarra)
- Marcello Surace (batteria e cajón)

#### Scaletta
1. Sono solo parole
2. Up!
3. Fortunatamente
4. Vuoto a perdere
5. Sospesa
6. Dipendenza fisica
7. Odio tutti i cantanti
8. Poi inventi il modo
9. Musa
10. Le luci dell'alba
11. In un giorno qualunque
12. L'amore si odia
13. Per tutta la vita
14. Briciole
15. Vertigini
16. Sulla mia pelle
17. I sentimenti
18. Petrolio
19. All'infinito
20. Non so amare di più
21. L'addio (il giorno più grande)
22. Tutto questo scorre
23. Sospesa
24. La cura (cover di Franco Battiato)
25. Valerie (cover dei The Zutons interpretata anche da Amy Winehouse)
26. Bugiardo e incosciente (cover di Mina)
27. Quello che (cover dei 99 Posse)
28. Altrove (cover di Morgan)
29. Amarsi un po'/To Feel in Love (cover di Lucio Battisti)
30. Damn your eyes (cover di Etta James)

#### Date e tappe
| RossoNoemi tour (seconda parte)* | RossoNoemi tour (seconda parte)* | RossoNoemi tour (seconda parte)* | RossoNoemi tour (seconda parte)*                           |
| Anno                             | Mese                             | Giorno                           | Tappa                                                      |
| -------------------------------- | -------------------------------- | -------------------------------- | ---------------------------------------------------------- |
| 2012                             | marzo                            | 22                               | Crema - Teatro San Domenico                                |
| 2012                             | marzo                            | 25                               | Roma - Auditorium Parco della Musica (Sala Santa Cecilia)  |
| 2012                             | aprile                           | 5                                | Milano - Teatro Dal Verme                                  |
| 2012                             | aprile                           | 6                                | Cologno Monzese (MI) - Auditorium di Radio Italia          |
| 2012                             | aprile                           | 17                               | Palermo - Teatro Dante                                     |
| 2012                             | aprile                           | 18                               | Catania - Teatro le Ciminiere                              |
| 2012                             | aprile                           | 23                               | Napoli - Tetro Acacia                                      |
| 2012                             | aprile                           | 24                               | Fermo - Teatro dell'Aquila                                 |
| 2012                             | aprile                           | 27                               | Rimini - Teatro Ermete Novelli                             |
| 2012                             | aprile                           | 29                               | Firenze - Teatro Puccini                                   |
| 2012                             | maggio                           | 3                                | Brescia - Palabrescia                                      |
| 2012                             | maggio                           | 4                                | Bologna - Auditorium Teatro Manzoni                        |
| 2012                             | maggio                           | 7                                | Padova - Gran Teatro Geox                                  |
| 2012                             | maggio                           | 19                               | Canepina (VT) - Piazzale Primo Maggio                      |
| 2012                             | giugno                           | 2                                | Formia (LT) - Piazza Mattei                                |
| 2012                             | giugno                           | 17                               | Napoli - Mostra d'Oltremare (Piazzale Teatro Mediterraneo) |
| 2012                             | giugno                           | 19                               | Grugliasco (TO) - GruVillage (ShopVille Le Gru)            |
| 2012                             | giugno                           | 24                               | San Daniele del Friuli (UD) - Piazza Vittorio Emanuele     |
| 2012                             | luglio                           | 6                                | Trento - Messeplatz Trient/Piazza Fiera Trento             |
| 2012                             | luglio                           | 7                                | Riccione (RN) - Notte rosa (Piazzale Roma)                 |
| 2012                             | luglio                           | 12                               | Baia di Chia (CA) - Chia Laguna Resort                     |
| 2012                             | luglio                           | 27                               | Rodengo-Saiano (BS) - Franciacorta Outlet Village          |
| 2012                             | luglio                           | 29                               | Vallo della Lucania (SA) - Piazza Vittorio Emanuele        |
| 2012                             | luglio                           | 30                               | Volturara Irpina (AV) - Piazza Roma                        |
| 2012                             | agosto                           | 1                                | Roma - Auditorium Parco della Musica Cavea                 |
| 2012                             | agosto                           | 5                                | Termoli (CB) - Piazza Papa Giovanni XXIII                  |
| 2012                             | agosto                           | 11                               | Rionero in Vulture (PZ) - Piazza XX Settembre              |
| 2012                             | agosto                           | 16                               | Cisterna di Latina (LT) - Piazza XIX Marzo                 |
| 2012                             | agosto                           | 19                               | Acri (CS) - Anfiteatro romano                              |
| 2012                             | agosto                           | 26                               | Celano (AQ) - Piazza IV Novembre                           |
| 2012                             | agosto                           | 28                               | Ostia (frazione di Roma Capitale) - Piazza Santa Monica    |
| 2012                             | settembre                        | 5                                | Reggio nell'Emilia - Festa PD (Campovolo)                  |
| 2012                             | settembre                        | 8                                | San Clemente di Galluccio (CE) - Piazza Umberto I          |
| 2012                             | settembre                        | 11                               | Reggio Calabria - Piazza Indipendenza                      |
| 2012                             | settembre                        | 27                               | Marcianise (CE) - Centro commerciale Campania              |

* Sono escluse dall'elencazione, in quanto non facenti parte propriamente del RossoNoemi tour, le date di:
- alcune tappe del Sud tour di Fiorella Mannoia con la partecipazione di Noemi[80]
- Concerto del Primo Maggio (edizione 2012) trasmesso su Rai 3[81]
- Donne in cANTo edizione 2012
- Sete di Radio Tour
- Radio Bruno estate tour
- Radionorba Battiti Live
- VIII edizione del Festival teatro canzone Giorgio Gaber
- X edizione del Summer Music Festival
- ospitate radio live tour
- concerti di beneficenza

## Classifiche

### Massime posizioni
| Classifica (anno) | Posizione massima |
| ----------------- | ----------------- |
| Italia (2011)     | 6                 |
| Italia (2012)     | 12                |

### Classifiche di fine anno
| Anno | Paese  | Posizione |
| ---- | ------ | --------- |
| 2011 | Italia | 67        |
| 2012 | Italia | 45        |